# Crinum binghamii
Crinum binghamii là một loài thực vật có hoa trong họ Amaryllidaceae. Loài này được Nordal & Kwembeya mô tả khoa học đầu tiên năm 2004.